# Ursula Richard

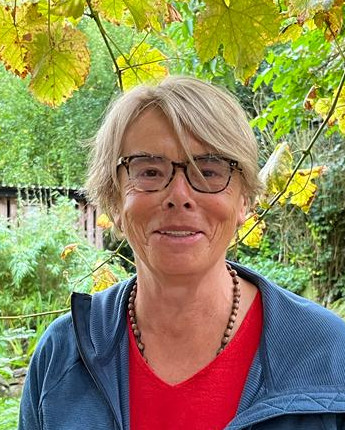
Ursula Richard, 2023

Ursula Richard (* 1955 in Wuppertal) ist eine deutsche Übersetzerin, Lektorin, Herausgeberin, Verlegerin und Autorin spiritueller Bücher, vorwiegend aus dem Bereich des Buddhismus.

## Leben und Wirken
Ursula Richard wurde 1955 in Wuppertal in einer katholischen Arbeiterfamilie geboren und besuchte dort ein sozialwissenschaftliches Gymnasium bis zum Abitur im Jahr 1973. Danach studierte sie Soziologie und Erziehungswissenschaften an der Philipps-Universität Marburg und engagierte sich in der Frauenbewegung. 1979 schloss sie dort ihr Studium als Diplom-Pädagogin ab und zog nach Berlin. Im Jahr 1981 beendete sie in Berlin eine Umschulung zur Buchhändlerin und arbeitete bis 1995 in diesem Beruf.
Seit einem 10-tägigen Vipassana-Kurs im Jahr 1983 in Sri Lanka unter der Leitung des australischen buddhistischen Mönchs Bhikkhu Dhammika verflochten sich die beiden bestimmenden Stränge in Richards Leben immer mehr, das Arbeitsleben und das spirituelle Leben. Im Jahr 1984 begegnete sie der amerikanischen Zen-Lehrerin Prabhasa Dharma Roshi, wurde deren Schülerin und lebte und praktizierte im Jahr 1985 im holländischen Zen-Zentrum in Langenboom, das von Judith Bossert geleitet wurde. Sie unterstützte Judith Bossert maßgeblich bei der Gründung und Herausgabe der deutschsprachigen Ausgabe der Zeitschrift ZEN.
1986 begegnete Richard zum ersten Mal dem vietnamesischen Zenlehrer, Dichter und Friedensaktivisten Thich Nhât Hanh und begann dessen englischsprachige Bücher ins Deutsche zu übersetzen. Von 1995 bis 2007 war sie Programmleiterin des Theseus Verlages. Danach gründete sie in Berlin zunächst die Literaturmanufaktur zur Vermittlung spiritueller Buchprojekte. 2009 gründete sie mit Fritz Steinschulte die edition steinrich, einen Verlag für buddhistische Literatur und gelebte, traditionsübergreifende Spiritualität. Sie arbeitete bei Buchprojekten mit vielen buddhistischen Lehrerinnen und Lehrern zusammen und knüpfte etliche für sie sehr prägende persönliche Beziehungen.
Von 2012 bis Ende 2018 arbeitete Richard in der Redaktion von Buddhismus aktuell mit, der Zeitschrift der Deutschen Buddhistischen Union, seit 2013 als Chefredakteurin.
Richards eigene buddhistische Reise führte sie zur amerikanischen ehemaligen Zen-Lehrerin Toni Packer, zur deutschen Zen-Lehrerin Doris Zölls, in die von Zen-Meister Shunryū Suzuki gegründeten kalifornischen Zentren San Francisco Zen Center und Tassajara Zen Mountain Center zur Zen-Lehrerin Christina Lehnherr, und schließlich ins Schweizer Zen-Zentrum Felsentor des Zen-Lehrers Vanja Palmers. Dort wurde sie im Jahr 2020 zur Zen-Priesterin mit dem Namen Kogetsu ordiniert. Sie gehört dem Vorstand der Buddhistischen Akademie Berlin Brandenburg an und ist Mitglied bei der buddhistischen humanitären Hilfsorganisation Mitgefühl in Aktion e.V. und Projektpatin für eines der MiA-Hilfsprojekte.
Daneben hält Richard öffentliche Vorträge zu spirituellen Themen und bietet auch selbst Meditations- und Zen-Kurse an.
Im Jahr 2023 wurde Richard mit dem internationalen Preis Outstanding Women in Buddhism Awards ausgezeichnet.
Von Thich Nhat Hanh übersetzte Richard etwa 25 Bücher ins Deutsche.
Darüber hinaus schrieb sie in den letzten Jahren vier eigene Bücher und unzählige Artikel in buddhistischen Zeitschriften.

## Werke
Übersetzerin von Thich Nhat Hanh (hier eine Auswahl)
- Thich Nhat Hanh: "Mit dem Herzen verstehen", Theseus Verlag, Küsnacht, 1989.
- Thich Nhat Hanh: "Wie Siddharta zum Buddha wurde",Theseus Verlag, Berlin, 3. Aufl., 1998.
- Thich Nhat Hanh: "Das Wunder im Jetzt", O.W. Barth Verlag, München, 2017.
- Thich Nhat Hanh: "Mein Leben ist meine Lehre", O.W. Barth Verlag, München, 2017.
- Thich Nhat Hanh: "Nirvana – Die Lehre von der großen Freiheit im Hier und Jetzt", O.W. Barth, München, 2022.
- Thich Nhat Hanh: "Zen und die Kunst die Welt zu retten", Lotos Verlag, München, 2022.

Autorin
- Ursula Richard: "Drei Pfeiler des Glücks: Achtsamkeit, Dankbarkeit, Freude", Droemer Knaur Verlag, 2010.
- Ursula Richard: "Stille in der Stadt: Ein City-Guide für kurze Auszeiten und überraschende Begegnungen", Kösel Verlag, 2011.
- Ursula Richard: "Dankbarkeit macht glücklich", Scorpio Verlag, 2015.
- Ursula Richard: "Immunbooster Meditation", Droemer Knaur Verlag, 2021.